# Göreme
Göreme é uma vila (município) da região histórica e turística da Capadócia, pertencente ao distrito (em turco: ilçeler) e província de Nevşehir e à região administrativa da Anatólia Central da Turquia. Em 2009 a sua população era de 2 325 habitantes. Encontra-se a cerca de 10 km a nordeste de Nevşehir, no centro do Parque Nacional de Göreme.
O local teve vários nomes ao longo tempo — Κόραμα (transl: Korama), Matiana, Maccan e Avcilar, sendo o último nome ainda muito utilizado, já que o novo nome é relativamente recente e foi motivado por razões turísticas. O Museu ao Ar Livre de Göreme (em turco: Göreme Milli Parklar), o coração do Parque Nacional com o mesmo nome e a sua principal atração turística, situado muito perto da vila, é praticamente obrigatório no roteiro de todos os turistas da Capadócia. Ocupando alguns vales pitorescos, apresenta os testemunhos da intensa atividade monástica que ali se viveu entre os séculos V e XII — existem cerca de cinquenta santuários que celebram a vida de Cristo e outras cenas sagradas em frescos delicados, muitos deles em fundo de lápis-lazúli.